# Lee Hazlewood
Barton Lee Hazlewood (Mannford, Oklahoma, 9 de julio de 1929-Henderson, Nevada, 4 de agosto de 2007), más conocido como Lee Hazlewood, fue un cantante, compositor y productor estadounidense.

## Primeros años
De niño vivió en varios estados norteamericanos hasta su adolescencia, cuando su familia se instaló en Port Neaches, Texas, donde le influyó la tradición musical de la zona. Estudió medicina en la Southern Methodist University de Dallas, para más tarde participar en la guerra de Corea junto al ejército de su país.
Al terminar su experiencia militar, Hazlewood trabajó como disc-jockey mientras comenzaba a escribir sus primeras canciones y a producir a otros artistas. En 1955 creó su propio sello discográfico, llamado Viv Records, en el que grabaron muchos artistas de la época. Uno de ellos fue  el cantante rockabilly Sanford Clark, quien convirtió el tema compuesto por Lee The Fool, en un éxito en EE. UU. Durante esta época también trabajó con Duane Eddy, uno de los primeros guitarristas de Rock. 
A principios de los 60, Phil Spector pidió a Lee que le enseñara y le introdujera en el negocio de la música y también trabajó con Jack Nitzsche, otro de los más famosos productores de la época. Otro de sus éxitos de esta época fue la canción Houston, interpretada por Dean Martin.

## Carrera como cantante
En 1963 editó su primer disco como cantante, Trouble In a Lonesome Town, en el que describía su ciudad natal, Mannford. Tanto en este como en sus siguientes álbumes incluiría temas nuevos junto a otros que había escrito anteriormente para otros artistas. En estos discos, ya estaba definido el estilo de Hazlewood, quien no tenía ningún reparo en combinar en sus canciones diferentes estilos, como el country, el jazz, el pop orquestado o posteriormente el rock psicodélico algo que unido a su profunda voz de barítono hacía que su sonido fuera fácilmente reconocible.
En 1965 comenzó a colaborar con Nancy Sinatra, para quien escribió y produjo These Boots Are Made for Walkin', canción que obtuvo un gran éxito en todo el mundo. Esta colaboración se prolongó durante varios años, llegando a producir nueve de los discos de la cantante. También grabaron varias canciones interpretadas a dúo que fueron recopiladas en el disco Nancy and Lee en el año 1968, entre ellas la popular Some Velvet Morning. En 1967 grabaron You Only Live Twice, el tema principal de  Sólo se vive dos veces, la quinta película de la saga de James Bond, así como el sencillo Something Stupid, en el que Nancy hacía un dueto con su padre Frank.
En 1969 editó The Cowboy and the Lady, donde esta vez se hizo acompañar por la actriz Ann Margret. A principios de los 70 decidió dejar los Estados Unidos para vivir entre Londres, París y Suecia, país en el que realizaría el álbum Cowboy in Sweeden en 1970. 
De vuelta en EE. UU., registraría su segundo disco de duetos con Nancy Sinatra, Nancy & Lee Again, que contenía su éxito Did You Ever?. Después de este disco Lee siguió grabando tanto en su país como en Suecia hasta 1977, año en el que lanzaría Back On The Street Again, su último disco hasta trece años después.
En 1993 rompería su silencio con el disco Gypsies and Indians, interpretado junto a la cantante finesa Anna Hanski, aunque sus nuevas canciones carecían de la fuerza de sus mejores años. A partir de este álbum reactivaría su carrera, editando varios álbumes más y también volviendo a los escenarios junto a Nancy, con quien registró su tercer disco de duetos.
En 1999, la discográfica Smells Like Records, propiedad de Steve Shelley, batería de Sonic Youth, reeditó varios de sus discos que hasta entonces eran difíciles de encontrar. En 2002 se embarcaría en una gira contando con miembros de Stereolab y de High Llamas como músicos de acompañamiento.
En 2006 se le diagnosticó un cáncer renal terminal, lo que no impidió que grabara en ese mismo año su último LP, Cake or Death, en el que participan varios miembros de su familia y que fue su disco de despedida. Murió el 4 de agosto de 2007 a la edad de 78 años.

## Influencia
A lo largo de los años, su música ha tenido una gran influencia en el pop y el rock, especialmente entre artistas de rock alternativo, y muchos de ellos han grabado versiones de sus canciones, como es el caso de Nick Cave, Lydia Lunch, Einstürzende Neubauten, o el grupo de thrash metal Megadeth. Aunque la más conocida probablemente sea la revisión de Some Velvet Morning, que interpretaron las bandas británicas Slowdive y Primal Scream acompañados éstos de la modelo Kate Moss. 
El grupo británico Tindersticks, fuertemente influido por su música, colocó una foto de Lee en la portada de su sencillo de 1993, A Marriage Made in Heaven, y en su contraportada podía leerse la siguiente dedicatoria: Inspirado por Lee Hazlewood y dedicado a él, un padre para todos nosotros.
El grupo de trip hop Alpha utilizó en 1996 un sample de My Autumm's Done Gone como fondo sonoro de su canción Sometime Later.
En 2002 se editó un disco tributo a Lee Hazlewood bajo el título de Total Lee',' en el que interpretaban sus canciones artistas como Jarvis Cocker, Saint Etienne, Calexico, o los mencionados Tindersticks. Un año más tarde, Quentin Tarantino rescataría la canción interpretada por Nancy Bang Bang (My Baby Shoot Me Down), para utilizarla en la banda sonora de la película Kill Bill.

## Discografía
- 1963 — Trouble In a Lonesome Town
- 1964 — N.S.V.I.P.
- 1965 — Friday's Child
- 1966 — The Very Special World Of Lee Hazlewood
- 1967 — Lee Hazlewoodism Its Cause and Cure
- 1968 — Nancy and Lee junto a Nancy Sinatra
- 1968 — Something Special
- 1968 — Love and Other Crimes
- 1969 — The Cowboy and the Lady junto a Ann Margret.
- 1969 — Forty
- 1970 — Cowboy in Sweden
- 1971 — Requiem for an Almost Lady
- 1972 — Nancy and Lee Again junto a Nancy Sinatra
- 1972 — 13
- 1973 — I'll Be Your Baby Tonight
- 1973 — Poet, Fool Or Bum
- 1974 — The Stockholm Kid Live At Berns
- 1975 — A House Safe For Tigers
- 1976 — 20th Century Lee
- 1977 — Movin' On
- 1977 — Back On The Street Again
- 1993 — Gypsies & Indians — junto a Anna Hanski
- 1999 — Farmisht, Flatulence, Origami, ARF!!! & Me...
- 2002 — For Every Solution There's a Problem
- 2002 — Bootleg Dreams & Counterfeit Demos
- 2003 — Lycanthrope Tour/Europe 2002
- 2004 — Nancy & Lee 3 junto a Nancy Sinatra
- 2006 — Cake or Death